# Burbank (Washington)
Burbank is een plaats (census-designated place) in de Amerikaanse staat Washington, en valt bestuurlijk gezien onder Walla Walla County.

## Demografie
Bij de volkstelling in 2000 werd het aantal inwoners vastgesteld op 3303.

## Geografie
Volgens het United States Census Bureau beslaat de plaats een oppervlakte van
38,8 km², waarvan 34,4 km² land en 4,4 km² water.

## Plaatsen in de nabije omgeving
De onderstaande figuur toont nabijgelegen plaatsen in een straal van 16 km rond Burbank.